# Peggy (hond)
Peggy is een Britse hond die bekend werd door in 2023 de titel van "lelijkste hond van Groot-Brittannië" te winnen. In 2024 maakte ze haar filmdebuut in de film Deadpool & Wolverine.
Peggy werd eind 2018 online geadopteerd door Holly Middleton uit East Yorkshire, Engeland. Ze was toen zes maanden oud en ze was het kleinste van een onbedoeld nestje. Peggy werd vernoemd naar Middletons overgrootmoeder. Ze is een kruising tussen een mopshond en een Chinese naakthond, ook wel bekend als een Pugese. In 2023 deed Peggy mee aan een lelijke hondenwedstrijd die werd gehouden door het fotoprintbedrijf ParrotPrint. Ze won de titel van "lelijkste hond van Groot-Brittannië".

## Filmcarrière
Door haar succes in de lelijke hondencompetitie verscheen ze op televisie, onder andere in het programma BBC Breakfast. In november 2023 plaatste acteur Ryan Reynolds een foto van Peggy in een Deadpool-kostuum op sociale media, waarin hij onthulde dat ze zou verschijnen in de Marvel Cinematic Universe-film Deadpool & Wolverine uit 2024. Peggy deelde de rode loper met Ryan Reynolds en Hugh Jackman op 12 juli 2024 tijdens de première van de film in Londen. Om dit te vieren verving HMV aan hun winkel in Oxford Street tijdelijk de afbeelding van Nipper op hun logo door Peggy.